# Herzogtum Wizna

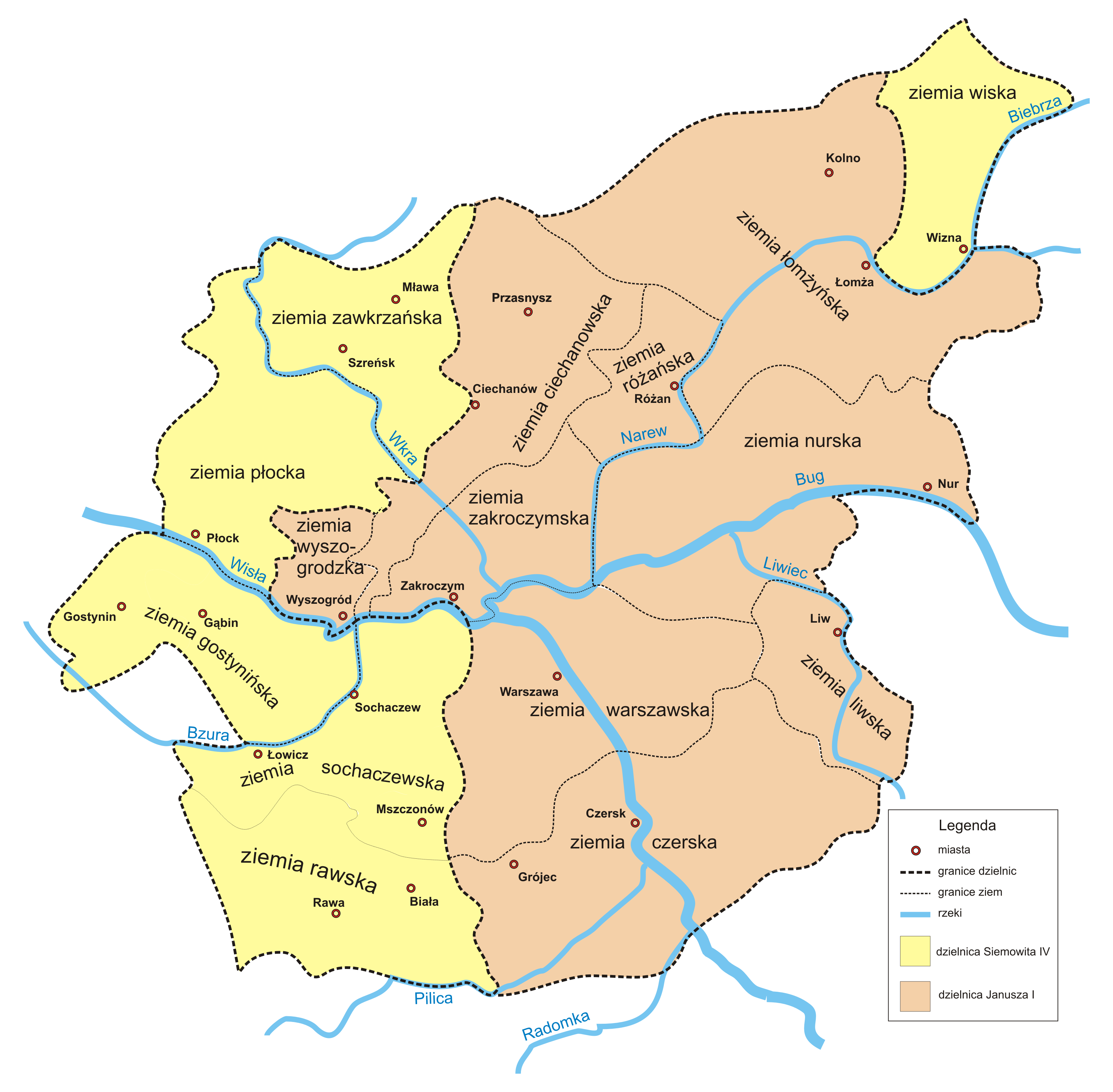
Herzogtum Wizna um 1381 (gelb), in Personalunion mit dem Herzogtum Płock

Das Herzogtum Wizna (polnisch Księstwo wiskie, lateinisch Ducatus Wisnensis ) war ein Teilfürstentum Polens von 1345 bis 1351, von 1381 bis 1382 und von 1435 bis 1495 mit der Hauptfeste Wizna.

## Geschichte
1345 wurde durch die Teilung des Herzogtum Rawa das Herzogtum Wizna aus seinen nordöstlichen Ländereien geschaffen, dessen erster Herzog Bolesław von Płock wurde, der es in Personalunion mit dem Herzogtum Płock regierte. Nach seinem Tod fiel es zunächst an das Königreich Polen. 1381 wurde es erneut zu einem selbständigen Herzogtum für unter Herzog Siemowit IV. Dieser übergab es jedoch 1381 als Pfand an den Deutschen Orden und 1401 an das Herzogtum Warschau. 1435 wurde es wieder abgespalten und in Personalunion mit dem Herzogtum Płock regiert. 1462 kam das Herzogtum Wizna wieder an das Herzogtum Warschau. Nach der Inkorporation in die Krone des Königreichs Polen war es als Land Wizna Teil der Woiwodschaft Masowien.

## Herzöge
- Bolesław III. (Płock) 1345–1351
- Siemowit IV. 1381–1382
- Władysław I. (Płock) 1435–1455
- in Erbengemeinschaft die Brüder: Siemowit VI. und Władysław II. (Płock) 1455–1461
- Władysław II. (Płock) 1455–1461